# Live at the Pongmasters Ball
Live at the Pongmasters Ball is een livealbum van Ozric Tentacles. Het album verscheen zonder vermelding van sublabel bij Snapper Music, het eigen platenlabel Stretchy Records is verdwenen. Het album is opgenomen in Shepherds Bush Empire op 29 maart 2002. De band had (alweer) een nieuwe drummer. Het album verscheen ook als video en dvd.
Het was een druk festival voor Wynne, hij speelde ook met oud-lid Joie Hinton als Nodens Ictus.

## Musici
- Ed Wynne – gitaar, synthesizers
- Christopher "Seaweed" Lennox-Smith – synthesizers
- John "Champignon" Egan – dwarsfluit
- Zia Geelani – basgitaar
- Stuart "Schoo" Fisher – slagwerk

## Muziek
| Nr. | Titel               | Duur  |
| --- | ------------------- | ----- |
| 1.  | Oddentitty          | 11:17 |
| 2.  | Erpland             | 5:31  |
| 3.  | Oakum               | 0:24  |
| 4.  | Myriapod            | 11:10 |
| 5.  | It’s a hup ho world | 7:17  |
| 6.  | Pixel dream         | 7:40  |
| 7.  | The domes of G’Gal  | 12:15 |
| 8.  | Pyramidion          | 12:15 |

| Nr. | Titel       | Duur  |
| --- | ----------- | ----- |
| 1.  | Saucers     | 8:19  |
| 2.  | Dissolution | 12:30 |
| 3.  | Sploosh     | 7:11  |
| 4.  | Ta Khut     | 2:35  |
| 5.  | Kick muck   | 5:10  |
| 6.  | The throbbe | 10:54 |